# Bank of the West Classic 2013
Bank of the West Classic 2013 — професійний тенісний турнір, що проходив на кортах з твердим покриттям. Це був 42-й турнір. Належав до Категорії WTA Premier в рамках Туру WTA 2013. Відбувся в Стенфорді (США) з 22 до 28 липня 2013 року.

## Учасниці основної сітки в одиночному розряді

### Сіяні учасниці
| Країна     | Гравчиня             | Рейтинг1 | Сіяна |
| ---------- | -------------------- | -------- | ----- |
| Польща     | Агнешка Радванська   | 4        | 1     |
| Австралія  | Саманта Стосур       | 13       | 2     |
| Словаччина | Домініка Цібулкова   | 21       | 3     |
| США        | Джеймі Гемптон       | 29       | 4     |
| Румунія    | Сорана Кирстя        | 32       | 5     |
| США        | Варвара Лепченко     | 36       | 6     |
| Польща     | Уршуля Радванська    | 40       | 7     |
| Словаччина | Магдалена Рибарикова | 41       | 8     |

- 1 Рейтинг подано станом на 15 липня 2013

### Інші учасниці
Нижче наведено учасниць, які отримали вайлдкард на участь в основній сітці:
- Ніколь Гіббс
- Айла Томлянович

Нижче наведено гравчинь, які пробились в основну сітку через стадію кваліфікації:
- Віра Душевіна
- Алла Кудрявцева
- Мішель Ларшер де Бріту
- Коко Вандевей

### Відмовились від участі
До початку турніру
- Маріон Бартолі (травма підколінного сухожилля)
- Кірстен Фліпкенс
- Сабіне Лісіцкі (травма зап'ястка)
- Марія Шарапова (травма стегна)

### Знялись
- Алла Кудрявцева (тепловий удар)

## Учасниці основної сітки в парному розряді

### Сіяні пари
| Країна            | Гравчиня          | Країна   | Гравчиня      | Рейтинг1 | Сіяна |
| ----------------- | ----------------- | -------- | ------------- | -------- | ----- |
| США               | Ракель Копс-Джонс | США      | Абігейл Спірс | 34       | 1     |
| Німеччина         | Юлія Гергес       | Хорватія | Дарія Юрак    | 63       | 2     |
| Словаччина        | Даніела Гантухова | США      | Ліза Реймонд  | 69       | 3     |
| Китайський Тайбей | Чжань Хаоцін      | Росія    | Віра Душевіна | 95       | 4     |

- 1 Рейтинг подано станом на 15 липня 2013

### Інші учасниці
Нижче наведено пари, які отримали вайлдкард на участь в основній сітці:
- Ніколь Гіббс /  Коко Вандевей

### Відмовились від участі
Під час турніру
- Франческа Ск'явоне (вірусне захворювання)

## Переможниці та фіналістки

### Одиночний розряд
- Домініка Цібулкова —  Агнешка Радванська, 3–6, 6–4, 6–4

### Парний розряд
- Ракель Копс-Джонс /  Абігейл Спірс —  Юлія Гергес /  Дарія Юрак, 6–2, 7–6(7–4)